# Emil Zátopek
Emil Zátopek (Kopřivnice, 1922. szeptember 19. – Prága, 2000. november 22.) négyszeres olimpiai és háromszoros Európa-bajnok cseh atléta, hosszútávfutó.

## Pályafutása
Az 1948-as nyári olimpián jelent meg a nemzetközi élvonalban, ahol megnyerte a 10000 méteres síkfutást (másodszor indult ezen a távon) és 5000 méteren második lett a belgiumi Gaston Reiff mögött.
A következő évben Zátopek kétszer megdöntötte 10000 méteren a világrekordot. Ezen kívül világrekordot javított 5000 méteren (1954), 20 km-en (1951-ben kétszer), egyórás futásban (1951-ben kétszer), 25 km-en (1952 és 1955) illetve 30 km-en (1952).
1950-ben az Európa-bajnokságon első lett 5000 és 10000 méteren, majd a következő Európa-bajnokságon ismét megnyerte a 10000 méteres síkfutást.
Az 1952-es helsinki olimpiai játékokon három aranyérmet nyert: 5000 méteren, 10000 méteren és a maratoni futásban. Maratoni futásban akkor indult életében először. Mindhárom esetben olimpiai rekorddal győzött.
Két héttel az 1956-os olimpiai játékok előtt sérvvel műtötték, ennek ellenére hatodik lett a maratoni futásban. A következő szezonban visszavonult az atlétikából.
Zátopek stílusa egyéni volt és teljesen eltért attól, amit abban az időben hatékonynak tartottak. Gyakran forgatta a fejét, az arca eltorzult az erőfeszítéstől, a törzsét ide-oda hajlítgatta. Gyakran zihált és fújtatott, innen kapta a "cseh mozdony" nevet.
Hazájában nemzeti hősnek számított. A sikerei után ezredesnek nevezték ki és a honvédelmi minisztériumban dolgozott. Mivel azonban a kommunista párt demokratikus szárnyán állt, a prágai tavasz után büntetésből egy uránbányába küldték dolgozni.
2000 decemberében posztumusz Pierre de Coubertin érmet kapott.
A felesége, Dana Zátopková, maga is kiváló atléta volt. 1952-ben olimpiai aranyat, 1960-ban ezüstöt nyert gerelyhajításban.

## Fordítás
- Ez a szócikk részben vagy egészben  az   Emil Zátopek című angol Wikipédia-szócikk ezen változatának fordításán alapul.  Az eredeti cikk szerkesztőit annak laptörténete sorolja fel. Ez a jelzés csupán a megfogalmazás eredetét és a szerzői jogokat jelzi, nem szolgál a cikkben szereplő információk forrásmegjelöléseként.
- Ez a szócikk részben vagy egészben  az   Emil Zátopek című francia Wikipédia-szócikk ezen változatának fordításán alapul.  Az eredeti cikk szerkesztőit annak laptörténete sorolja fel. Ez a jelzés csupán a megfogalmazás eredetét és a szerzői jogokat jelzi, nem szolgál a cikkben szereplő információk forrásmegjelöléseként.